# Rhizocarpon grande
Rhizocarpon grande är en lavart som först beskrevs av Flörke, och fick sitt nu gällande namn av Johann Franz Xaver Arnold. Rhizocarpon grande ingår i släktet Rhizocarpon och familjen Rhizocarpaceae.  Arten är reproducerande i Sverige. Inga underarter finns listade i Catalogue of Life.

## Bildgalleri

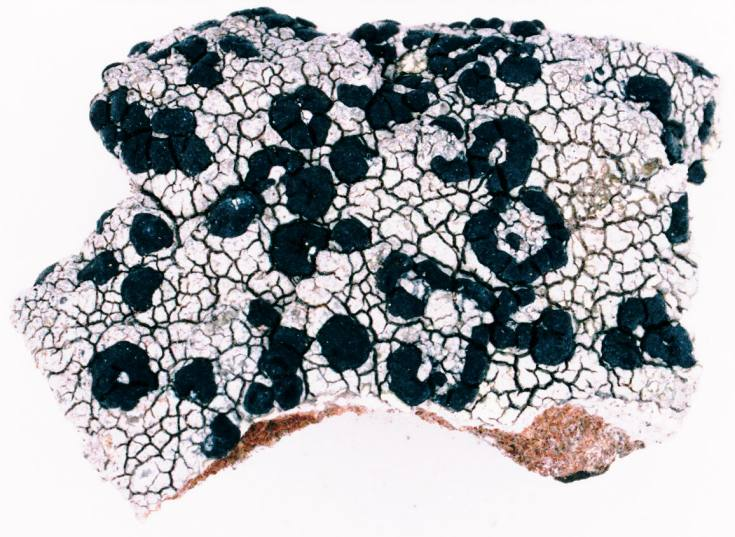
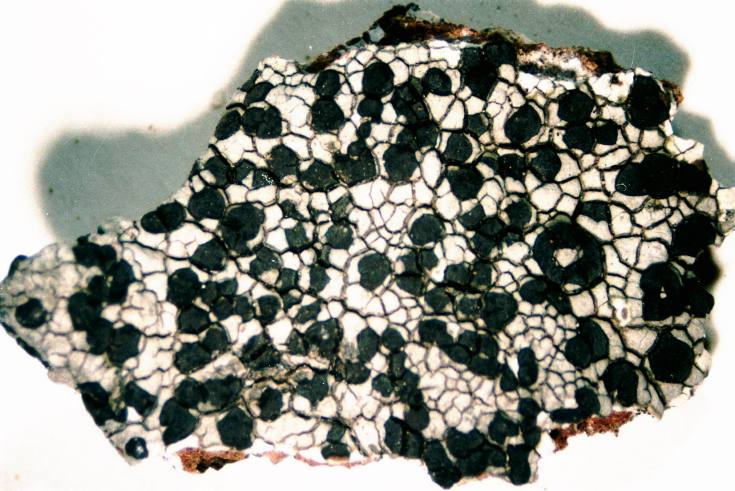
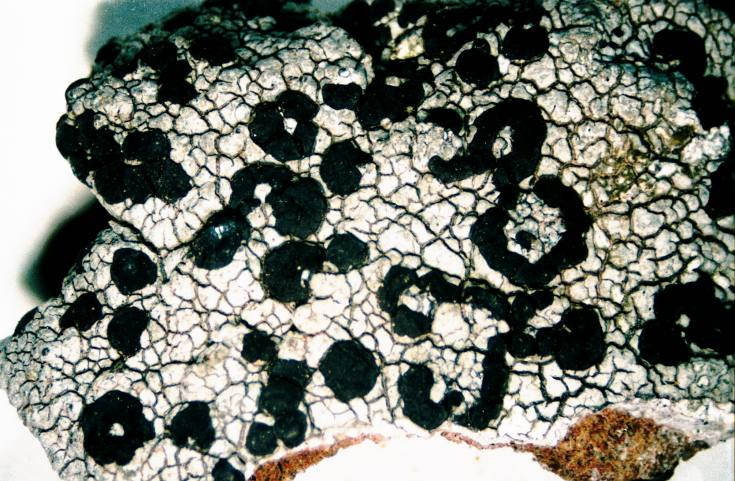
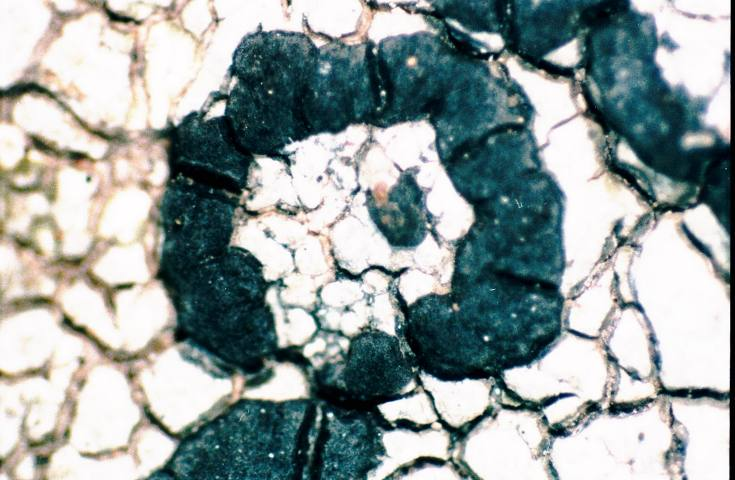
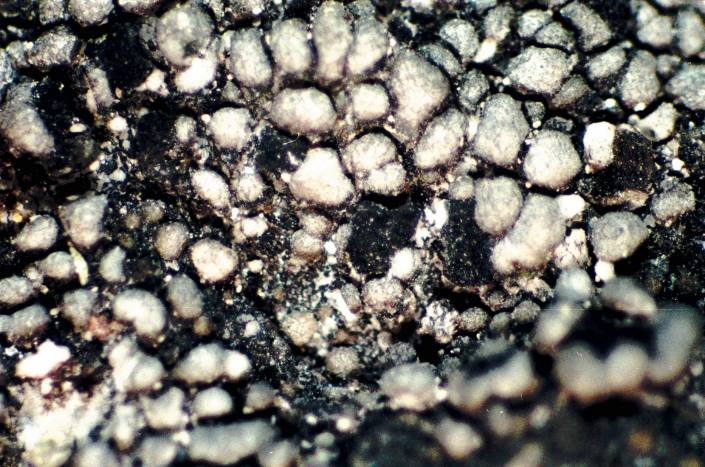
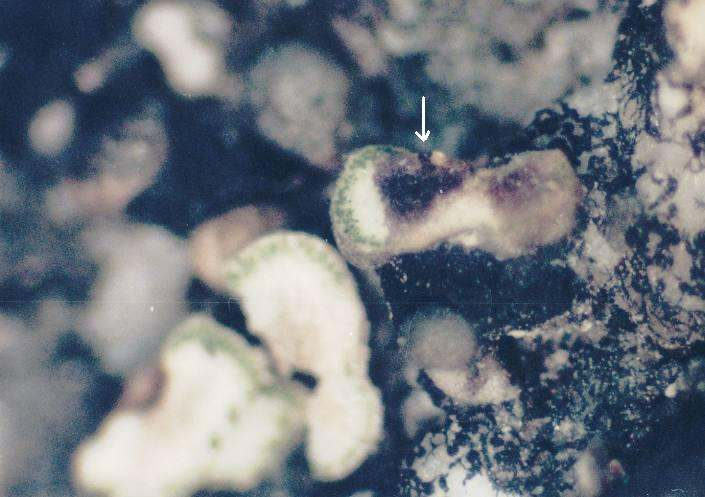
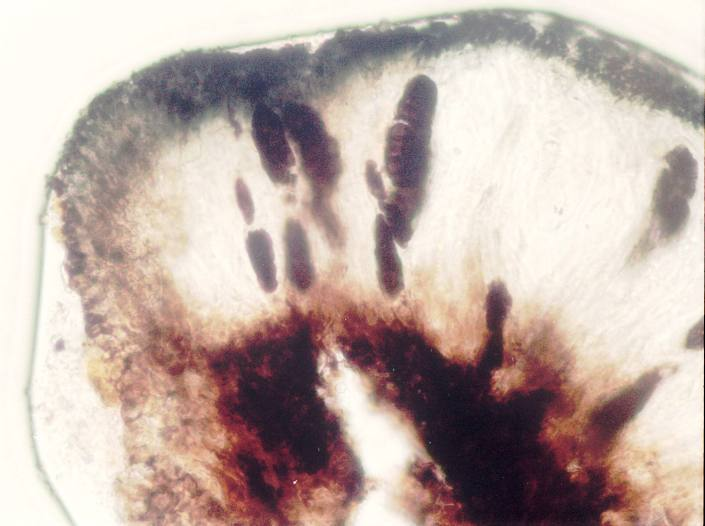
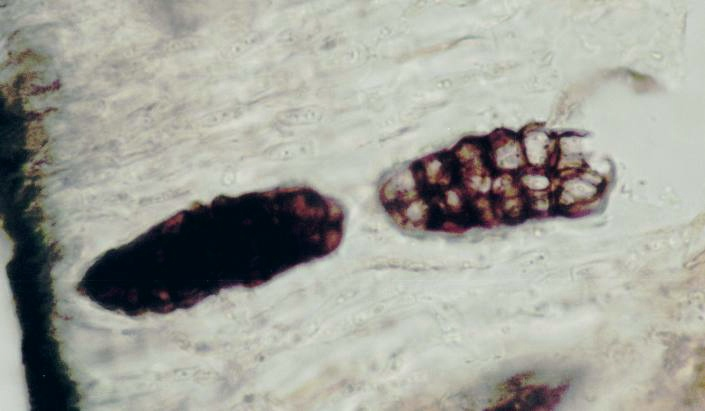
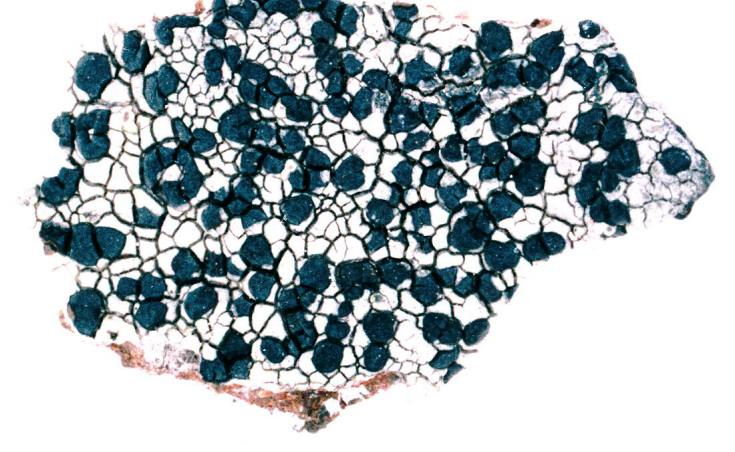